# Hote Hote Pyaar Ho Gaya
Hote Hote Pyaar Ho Gaya ist ein Bollywood-Liebesfilm von Firoz Irani aus dem Jahr 1999.

## Handlung
Pinky und Atul alias Bunty haben sich im College verliebt und wollen nun ihr Leben gemeinsam verbringen. Doch deren Eltern haben ganz andere Pläne mit den beiden: Pinkys Vater hat bereits einen ehrlichen Polizisten Arjun als würdevollen Schwiegersohn ausgewählt. Auch Buntys Vater will Shobha, die Tochter eines Familienfreundes, zur Schwiegertochter.
Pinky und Bunty können die arrangierten Ehen nicht verweigern, da Bunty enterbt und Pinky verstoßen würde. Es gibt keinen anderen Ausweg als der Heirat mit den jeweiligen Partnern zuzustimmen, jedoch wollen sie Arjun und Shobha derart verärgern, dass sie sich freiwillig scheiden lassen wollen.
Dies erweist sich als schwieriger als gedacht, denn Arjun und Shobha zeigen sich sehr verständnisvoll und überschütten sie mit ihrer Liebe. Doch irgendwann sind auch sie mit der Situation überfordert, dass sie sich wirklich scheiden lassen wollen.
Für Pinky ändert sich alles, als Arjun ihr Leben rettet und sein eigenes aufs Spiel setzt. Nun begreift sie, was sie tief in ihrem Herzen für Arjun empfindet. Auch Bunty fällt Shobha entschuldigend in die Arme.

## Musik
| Lied                    | Sänger                       |
| ----------------------- | ---------------------------- |
| Haiyo Hikko Nikko Ni    | Kavita Krishnamurthy         |
| Haiyo Hikko Nikko Ni    | Anand Raj Anand              |
| Hote Hote Pyaar Ho Gaya | Alka Yagnik                  |
| Jab Tum Mere            | Kumar Sanu                   |
| Laddu Motichur Ka       | Alka Yagnik, Poornima        |
| O Jane Jaa              | Udit Narayan, Sadhana Sargam |
| Pyar Wale Rang          | K. S. Chitra                 |